# Viimeiselle
Viimeiselle (Fins voor De laatste, in dit geval Het laatste levend wezen) is een compositie van Aarre Merikanto. Het is een lied geschreven voor mannenkoor a capella. Merikanto schreef een toonzetting van dit gedicht van de Finse schrijfster Katri Vala, geboren in Muonio. De tekst is qua sfeer niet bepaald uitnodigend om te zingen, want het is een ingetogen schreeuw van eenzaamheid. Daarbij gaf Merikanto zelf al twee redenen om het niet uit te voeren:
- hij achtte het zelf te moeilijk voor uitvoering
- hij zou het een enorme uitdaging voor een koor vinden als ze het toch zou proberen

Tot slot is het geschreven in de stijl van de moderne klassieke muziek die Merikanto toen hanteerde en in Finland niet in goede aarde viel. Zo kon het gebeuren dat het werk pas in 1985 voor het eerst te horen was. De stemverdeling is klassiek: 2 tenorstemmen en 2 baritonstemmen.